# Podargus
Podargus je mali rod ptica iz porodice žabousta. 
Svi članovi ovog roda žive u Australiji, s nekim vrstama koje žive i u Papui Novoj Gvineji, Indoneziji i Salomonskim Otocima također. Prirodna staništa su im suptropske i tropske nizinske kišne šume. 

## Vrste
Rod čine sljedeće tri vrste:
- Podargus ocellatus Quoy & Gaimard, 1830
- Podargus papuensis Quoy & Gaimard, 1830
- Podargus strigoides Latham, 1801

## Vanjske poveznice
|  | Zajednički poslužitelj ima još gradiva o temi Podargus |
|  | Wikivrste imaju podatke o taksonu Podargus             |